# Forbrændingsanlæg
 Denne artikel omhandler overvejende eller alene danske forhold. Hjælp gerne med at gøre artiklen mere almen.
Et forbrændingsanlæg er et sted hvor brændbart affald (også kaldet forbrændingsegnet affald) forbrændes industrielt ved høje temperaturer. Siden 1903 har forbrændingsanlæg i Danmark brændt affald af for at producere elektricitet. Dette er en effektiv måde at håndtere affaldet på, da volumen formindskes med ca. 90 %, og der udvindes energi. Ved afbrænding af 1 ton affald produceres der 300-350 kg slagger og 0-35 kg flyveaske. Fra slaggerne fjernes let- og magnetiske metaller som jern og aluminiumforbindelser. Herefter bliver det anvendt som stabilgrus til veje og i fundamenter til boliger. Slaggerne gives ofte væk gratis, da alternativet er deponering. Flyveasken transporteres til bl.a. til Tyskland, hvor den deponeres i gamle saltminer, men kan også anvendes i byggematerialer.

## Rensning af slagger
Affaldet bliver kørt til anlægget og bliver dumpet ind i et stort kammer. Over kammeret er der et kontrolrum, hvorfra en kran med en gribeklo bliver styret af en operatør. Formålet med kranen er at homogenisere affaldet for at sikre en konsistent brandværdi. En sekundær fuldautomatisk kran tager affaldet og dumper det ind i ovnen. Ovnen er inddelt i flere sektioner, som har en temperatur på ca. 1100 °C. I bunden af disse sektioner er der riste, hvor de fine slagger falder igennem. Resten kommer videre til næste sektion. Ca. 40 % af slaggerne falder igennem ristene, og disse slagger bliver samlet i en bunke, hvorefter det bliver kørt på slaggepladsen. De slagger, der ikke falder igennem ristene, kommer igennem alle sektionerne og bliver herefter kørt ud på slaggepladsen. Alle slaggerne bliver lagt i en bunke, hvorfra der frasorteres magnetiske- og letmetaller, som en del af efterbehandlingen. De magnetiske metaller frasorteres ved hjælp af en elektromagnet, og letmetallerne frasorteres i en Eddy-Current separator. Slaggerne vaskes, hvorved en del af metalionerne overføres til vandfasen, der herefter renses. Når letmetallerne er frasorteret lægges slaggerne i en ny bunke. På slaggepladsen er bunkerne delt op efter om magnetiske metaller og letmetaller er frasorteret, og afhængig af hvor lang tid slaggerne har ligget.

## Rensning af røg
Røgen ledes gennem posefiltrer, hvor der bliver tilført aktivt kul. Det aktive kul har til egenskab at fjerne dioxiner, der ikke har været opvarmet tilstrækkeligt. I posefiltrene adsorberes flyveasken, dioxiner og tungmetaller og bliver herefter fjernet. I quencheren holdes der en lav pH.  Den lave pH skyldes primært Cl-forbindelser fra plastmaterialer, der bliver forbrændt i ovnen. Det er i quenchervæsken at tungmetallerne opløses.  Herefter indeholder gassen medrevne dråber. Disse dråber bliver fjernet med en skråtliggende dråbefanger. Til sidst bliver røgen vasket for at fjerne svovldioxid. Dette sker ved at lede gassen gennem calciumcarbonat, hvorved der dannes calciumsulfat. Svovldioxid omdannes til sulfat, som reagerer med kalken. Calciumsulfaten bliver herefter centrifugeret og afvasket.

## Spildevandsrensning
Spildevandet stammer fra rensningen af røgen. Mængden og rensemetoden varierer fra anlæg til anlæg, men der renses ofte flere m3 i timen. I vandrensningsprocessen er der et konstant flow. Fra indløbstanken løber vandet til neutraliseringstankene: 1a, 1b og 2. I neutraliseringstanken 1a bliver spildevandet forneutraliseret med calciumcarbonat til væsken har en pH på 1,5-1,7. I tankene 1a og 1b sker der også en CO2-uddrivelse, dette gøres med en blæser. I neutraliseringstank 2 bliver pH justeret til 9-9,5, ved at tilføre natriumhydroxid. I denne tank reagerer basen med metallerne, der udfældes som hydroxider. I neutraliseringstank 2 bliver der desuden tilført TMT-15 (Trimer-s-triazin), der udfælder kviksølv som en sulfid. Herefter ledes vandet til flokuleringstanken, hvor der bliver tilsat polymere og jernchlorid for at metallerne udfældes, og bliver samlet i en slam. Herefter ledes vandet gennem en gravitationstank og videre til en lamelseparator, hvor slammet bliver filtreret fra, og pumpet til filterpressen. Efter lamelseperatoren bliver der tilsat saltsyre for at udfælde metaller og justere pH. Herefter ledes vandet videre til et sandfilter og et kulfilter, for at fjerne de sidste rester af slammet. Inden spildevandet bliver udledt til kloakken, kontrollers og justeres pH og temperatur.

## Anvendelser for slagger og flyveaske
Både slaggerne og flyveasken er indbefattet af miljøstyrelsens bekendtgørelse CIR nr. 14001 omhandlende cirkulære anvendelser for slagger og flyveaske. Bekendtgørelsen har været gældende siden 1983, og er omfattet af lov om miljøbeskyttelse § 11. Stk. 1 og § 36, der bl.a. beskriver, hvordan restprodukterne skal opbevares og deponeres for at undgå forurening af grundvand. Restprodukternes indhold af bl.a. kviksølv og bly har stor indflydelse på, hvordan depoterne sikres.  
Slagger kan, ifølge lov om miljøbeskyttelse §11 stk. 1, anvendes som friktionsmateriale til brug i bærende lag eller bundsikringslag. 
Slaggerne kan også anvendes som stabilgrus uden tilladelse, så længe det er et lag på under to meter, og afstanden til et vandrensningsanlæg, eller indledning hertil, er over 20 m. Slagger kan benyttes til større projekter, hvor op til 100 tons slagger kan anvendes, uden yderligere anmeldelse så længe loven om miljøbeskyttelses §§ 3,5 og 7 overholdes. Flyveaske kan også anvendes som friktionsmateriale ud fra samme paragraf. Dette er dog kun tilfældet, hvis der er under 25 % flyveaske i friktionsmate-rialet. Flyveaske kan anvendes uden tilladelse, når det er cementstabiliseret. Dette sker i henhold med bekendtgørelsens §7. Blandingsforholdet skal overvejende være cement.
Flyveaske kan, ligesom slagger, anvendes til større projekter på op til 100 tons. For dette gælder de samme regler som for slagger. Amtsrådet kan anmode om tilladelse til de anvendelsesformer for slagger og flyveaske, der ikke er omfattet af § 7. Der kan endvidere anmodes om tilladelse, hvis §§ 3,5,6 og 7 ikke kan overholdes til de anvendelser, der er lovgivet om, eller hvis der er tale om andre anvendelser end dem, der er nævnt i § 7.  
Der stilles stadig skrappere krav til rensningen af både røg og slagger fra anlæggene, og dermed bliver forureningen herfra mindre og mindre. Dog er man nu ved at nå en grænse, hvor affaldsproducenternes indsats med affaldssortering har stor betydning, da ikke alle er lige gode til at kildesortere deres affald.[kilde mangler]
Især batterier er et stort problem på forbrændingsanlæggene.[kilde mangler]